# Système convectif de méso-échelle
Ne doit pas être confondu avec Complexe convectif de méso-échelle.

Passage d'une ligne de grain en Pennsylvanie aux États-Unis, vue par radar météorologique. Il s'agit de l'un des types de système convectif de méso-échelle

Un système convectif de méso-échelle (SCM) est un ensemble d'orages qui se répartissent avec le temps, en ligne ou en zones, pour former des entités qui peuvent occuper de plusieurs dizaines à quelques centaines de kilomètres de longueur ou de diamètre (méso-échelle). Ces systèmes météorologiques sont souvent associés avec du temps violent car les orages intenses qui les composent peuvent produire des pluies torrentielles causant des inondations, des vents de plus de 90 km/h et parfois de la grosse grêle. Ces phénomènes, même s'ils ont une durée de vie en général plus limitée que ceux produits par les dépressions synoptiques, affectent quand même de larges zones à cause du déplacement du système.

## Définition
Le concept de SCM a été développé par des chercheurs américains sous le nom de Mesoscale Convective System (MCS) pour différencier les orages individuels des complexes orageux. L’American Meteorological Society spécifie que la dimension horizontale de ces systèmes doit être au moins de 100 km et que la convection atmosphérique doit y être intense. Le terme SCM désigne donc une classe plutôt qu'un type particulier d'orages ; classe se composant de : la ligne de grain, le Derecho, le grain en arc, le Complexe convectif de méso-échelle, les cyclones tropicaux et tout ensemble d'orages plus ou moins organisé.
Il peut faire référence également à tout système non orageux de faible échelle mais dont l'organisation dépend de nuages convectifs comme moteur. Entrent dans cette catégorie les dépressions polaires, les bourrasques de neige (frontales ou en aval d'eaux libres).

## Conditions de formation

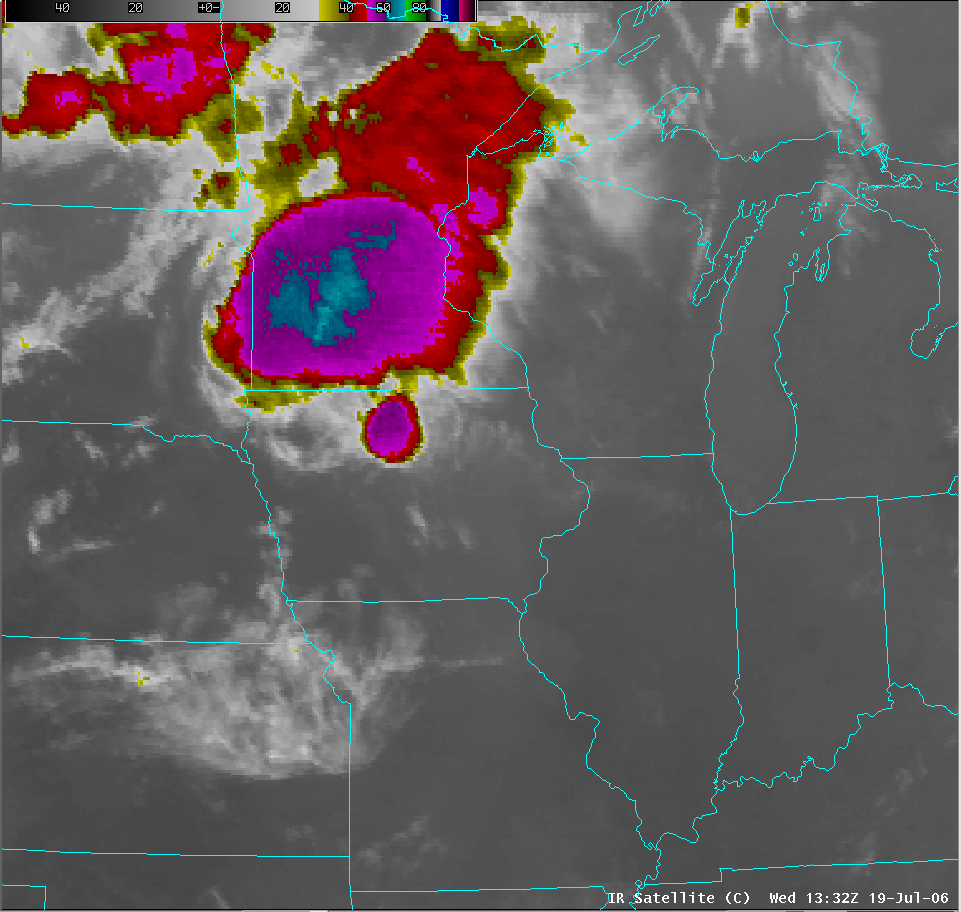
CCM dans le sud du Minnesota le 19 juillet 2006 à 1332 TU

Les nuages convectifs se forment dans une masse d'air instable. Ceci veut dire qu'aux bas niveaux de l’atmosphère terrestre la température et l'humidité sont supérieures à ce qu'on retrouve en altitude. Une parcelle d'air qui est soulevée dans ces conditions subira une poussée d'Archimède vers le haut pour poursuivre son ascension. Elle emporte avec elle de l'humidité qui se condensera, à mesure que la température de la parcelle diminue par détente adiabatique, pour former un nuage à forte extension verticale.
Ce qui distingue les SCM de la convection isolée est le fait qu'un paramètre météorologique va organiser les nuages en un système rond ou en ligne qui couvrira une large surface et persistera plusieurs heures, voire plusieurs jours. La présence d'un front météorologique, surtout l'approche d'un front froid, est souvent l'élément déclencheur de ces systèmes dans les latitudes moyennes (30 à 60 degrés de latitude). Ils vont ensuite se déplacer dans la circulation atmosphérique jusqu'à une zone de diffluence des isoplèthes des épaisseurs entre 1 000 et 500 hPa, soit près du front chaud d'un cyclone extratropical. Dans les tropiques, la zone de convergence intertropicale, les creux barométriques associées à la mousson et les ondes tropicales agissent de la même façon.
Les SCM sont en général un phénomène de saison chaude (fin du printemps au début de l'automne) car c'est le moment de l'année où le réchauffement du soleil et l'humidité disponible sont maximaux. Cependant, c'est durant la saison hivernale que les bourrasques de neige et les dépressions polaires se forment, utilisant la différence de température et l'apport d'humidité des eaux non gelées dans un environnement bien sous zéro degré Celsius.
Les SCM continentaux sont généralement des phénomènes qui se forment durant le jour et faiblissent le soir venu suivant le cycle diurne de réchauffement, sauf les complexes convectifs de méso-échelle (CCM) qui sont plutôt nocturnes. Les cyclones tropicaux, les bourrasques de neige en aval de plans d'eau et les dépressions polaires tirent eux leur énergie de la température de surface de la mer, ou d'autres plans d'eau, qui est plus chaude que la température de l'air. Cela leur permet de se former de jour comme de nuit.

## Zones de formation

### Continentaux

Évolution typique d'une ligne de grain en arc

On a répertorié des SCM de type diurne un peu partout à travers le monde. Les grandes plaines d’Asie et d’Amérique du Nord sont particulièrement propices car on y retrouve une circulation de surface venant de zone océanique (ex. golfe du Mexique) et un flux en altitude plus froid et sec venant des montagnes. Le tout dans une région où le soleil donne des températures de surface de plus de 30 °C en été et peu d'obstacles pour nuire à l'organisation du système. Les études montrent qu'entre 30 et 70 % des pluies de la saison chaude proviennent de tels systèmes dans les Grandes Plaines des États-Unis.
En Europe, le plus grand nombre se rencontre autour de la section ouest de la Méditerranée de la mi-août à la fin septembre, près des régions montagneuses comme le Massif central. Ils se forment en majorité durant la partie la plus chaude de la journée, vers 15 h, et durent 5,5 heures en se dirigeant vers l'est à nord-est. Seulement 20 % se développent à une autre période de la journée.
En Asie, le front de Mei-Yu, de la mi-printemps à la mi-été, sert de zone de développement de SCM répétitifs qui donnent d'importantes quantités de pluie et d'autres phénomènes violents sur l'est de la Chine, Taïwan et le sud du Japon.

### Tropiques et polaires

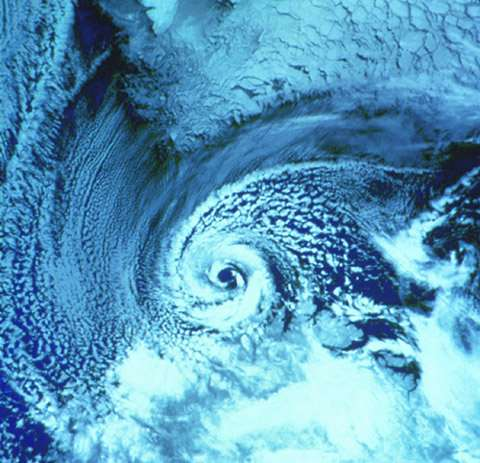
Dépression polaire sur la mer de Barents le 27 février, 1987

Les autres types sont tributaires de la disponibilité d'humidité et de chaleur. Comme mentionné, les systèmes tropicaux se forment en général près de la zone de convergence intertropicale mais dans les eaux chaudes, ainsi l'Atlantique Sud en voit rarement car l'eau y est plus froide. Déclenchés par le passage d'une onde dans la circulation, les cyclones tropicaux naissent le plus souvent dans l'Atlantique Nord au large des îles du Cap-Vert ou dans les Antilles, dans le Pacifique Nord près de l'équateur, dans le Pacifique Sud et l'océan Indien entre l’Australie et la côte africaine.
On retrouve les bourrasques de neige en aval de tous les plans d'eau libres de glace à travers le monde après le passage d'une dépression extra-tropicale qui amène de l'air extrêmement froid au-dessus des eaux non couvertes de glace. Les dépressions polaires se développent dans des conditions similaires au nord et au sud du 60e parallèle lorsque la circulation atmosphérique est relativement faible, ayant beaucoup en commun avec les cyclones tropicaux.

## Tourbillon restant
Un SCM crée souvent sa propre circulation atmosphérique au niveau moyen de l'atmosphère. Ce tourbillon, appelé vortex de méso-échelle, persiste même après la dissipation du SCM. D'un diamètre de 50 à 100 km et d'une épaisseur allant jusqu'à 8 km, il peut se refléter en surface par un centre dépressionnaire visible sur une carte météorologique analysée à très petite échelle. Ce tourbillon peut persister plusieurs jours et devenir le déclencheur de nouveaux SCM. En particulier, si cette rotation traverse une étendue d'eau tropicale, comme le golfe du Mexique, il peut servir de noyau où se concentreront les nuages convectifs qui donneront naissance à un cyclone tropical.